# 歐瑞康GDF雙管高射炮
歐瑞康GDF（英語：Oerlikon GDF）、歐瑞康35毫米雙管高射炮（英語：Oerlikon 35 mm twin cannon）是一款由瑞士歐瑞康康特拉韋斯公司（Oerlikon Contraves）所研製和生產的雙管35毫米口徑高射機炮，發射已成為北約標準的35×228毫米北約口徑機炮炮彈。
這款高射炮於1950代後期研發，並於1960年代初投入量產，其後推出多款升級型號，並可配合火控雷達應用及接受其引導，是同級別口徑的高射炮當中應用最為廣泛的一款，共有超過30個國家選用。瑞士歐瑞康康特拉韋斯公司已於2009年與德國萊茵金屬公司合併，更名為萊茵金屬防空公司，並繼續進行35毫米口徑機炮及彈藥的研發和維護工作。

## 概要
GDF是一款拖拽式雙管高射機炮，主要用於戰略要地的低空防禦，這款高射炮在剛推出時曾稱為2-ZLA/353MK，其後命名被改為GDF-001，成為GDF系列的首個版本，於1960年代初獲瑞士軍隊採用作為制式防空武器。此款拖拽式高射炮的炮架裝有四個車輪，可藉由載具輛拖運，通常使用一輛載重量5公噸的6輪傳動卡車即可拖曳行動。抵達目的地後與卡車分離，然後把基座兩側及後方的四隻腳架架設調校之後即可操作射擊。在基座上設有一個可360度迴轉的旋轉平台，其上裝有兩門以並排的35毫米口徑KD機炮，炮身仰角範圍由-5至+92度，並具配有彈藥箱和瞄準具。炮座裝有控制和驅動機炮迴旋及俯仰的機電設備。一台GDF-001高射炮由三名人員操作。
為了使得GDF系列高射炮可全天候運作，使其在晚間或惡劣天氣以下仍可精確射擊，康特拉韋斯公司研發出可供GDF高射炮配合使用的超級蝙蝠（Super Fledermaus）火控雷達系統，可制導兩台GDF機炮瞄準射擊。瑞士軍隊於1965年開始使用超級蝙蝠系統，直至1970年代後期被天兵防空系統（Skyguard）所取代，而研發火控雷達的康特拉韋斯（Contraves）也與開發GDF高射炮的歐瑞康（Oerlikon）合併成為歐瑞康康特拉韋斯公司（Oerlikon Contraves）。
GDF高射炮提供三種可供選用的瞄準模式，分別是直接瞄準、使用先進瞄準系統進行瞄準，以及通過雷達鎖定目標的自動化瞄準模式，其中後者需要配合火控雷達系統使用。早期型號的GDF高射炮可攜帶112發備射彈藥，並且在底盤存儲另外126發供重新裝填之用。較後期的版本具有自動裝彈功能，可攜帶280發彈藥。典型的接戰模式會連射28發炮彈。
GDF-002是1980年開始生產的升級型，配備有經改進的GSR瞄準具，而且可藉由外置的數字化火控系統直接引導。GDF-003雖然大致上和之前的GDF-002相同，但作了一些改進，包括採用自我潤滑組件和整合式護罩。
GDF-005於1985年推出，除了既有的雷達和光學複合式射控系統之外，還整合了激光測距儀，並且可由名為「炮王」（Gunking）的數字化控制系統，進行三維空間的電腦控制瞄準導引。GDF-005還具有自動化的彈藥處理系統，將原本三具裝彈機減少至僅需一具，而操作人員亦由GDF-001/002/003的三名減少至僅需一名即可。

## 系統組成

### KD系列機炮
歐瑞康KD系列35毫米口徑機炮是安裝在GDF高射系統的武器，這款機炮的發展可追溯至1950年代初期瑞士歐瑞康公司對新型高射炮的研究。二次大戰後飛機的發展邁進噴射機時代，飛行速度和高度都大幅增加，傳統的大口徑高射炮在射速和射高已不敷使用，與此同時地對空導彈亦走向實用化，地對空導彈已取代傳統大口徑高射炮在中高空防衛的角色，但在低空仍需依靠高射炮填補地對空導彈的防禦死角，而且當時的地對空導彈反應時間偏長，難以即時反應對抗在近距離逼近的敵機，所以需要開發一款在射程、射高和射速上都能達致平衡的新型高射炮。20毫米機炮雖然射速較高，但射程和射高都無法滿足對付噴射機的要求，如果採用40毫米或以上的彈藥，即使射程和射高達到需要，但射速偏低難以形成足夠的彈藥分佈將目標擊落。歐瑞康經評估後認為35毫米是高射機炮的最佳口徑，於是開發此口徑的彈藥及使用這款彈藥的機炮，並使用二次大戰後經改良的歐瑞康20毫米機炮（KAA 204 Gk）為基礎擴大口徑發展而成。在開發過程中曾發展出多種設計，包括採用水冷式設計的Mk 352，而付諸生產的設計是Mk 323，並成為現在的KD系列35毫米口徑機炮。這款機炮在應用上多採取兩門機炮以雙聯裝方式安裝，於1959年推出的新型高射炮系統的原型1-ZLA/353MK便安裝了此款機炮，而經新一步改良後成為2-ZLA/353MK，正式量產以後改稱為GDF-001雙管高射炮。

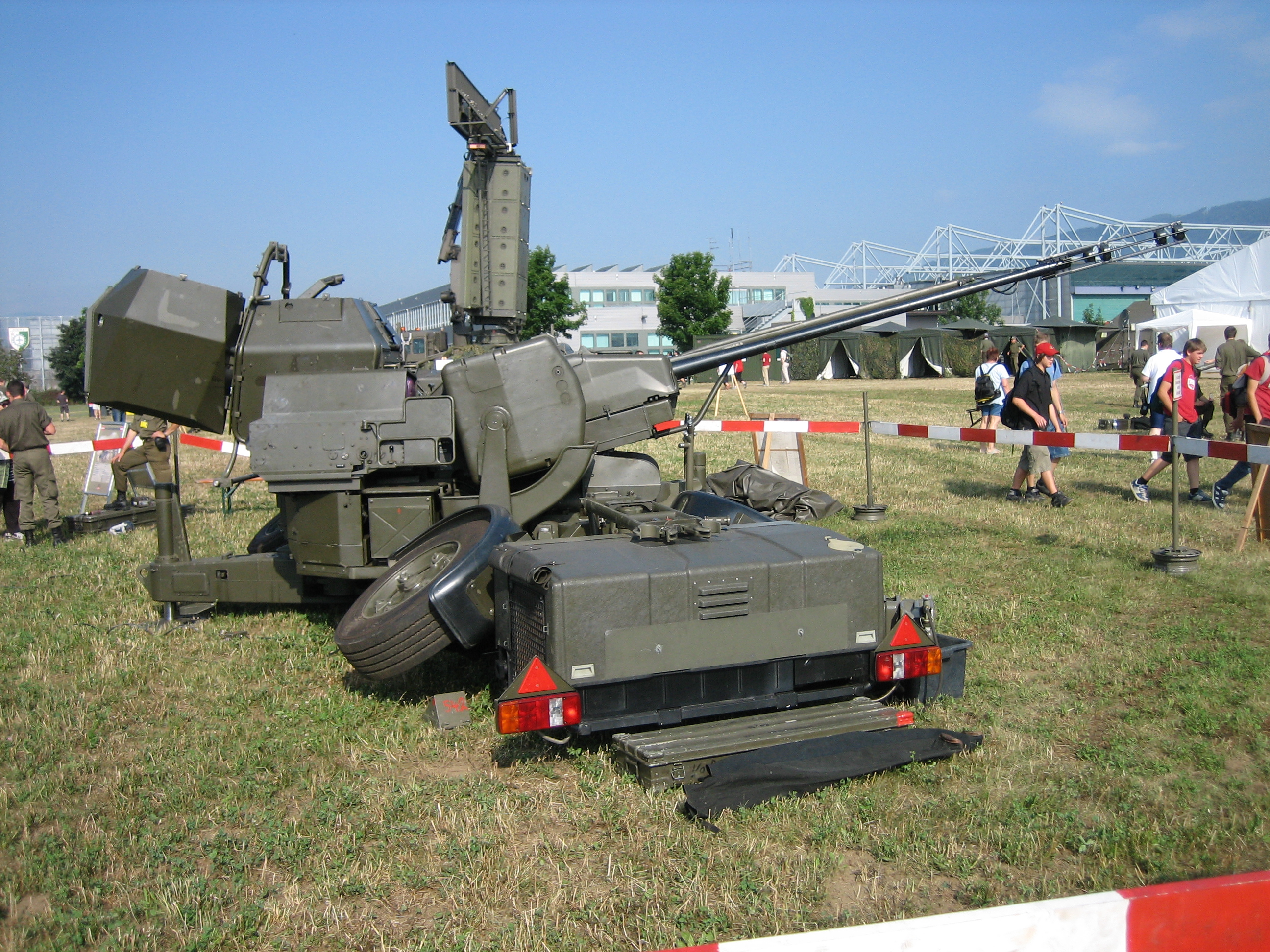
奧地利配備的GDF-005（FIAK85）機炮系統。每門機炮的炮口都裝有炮口初速測量裝置

KD系列機炮使用長達90倍徑的炮管，發射35×228毫米規格的彈藥，這款35毫米口徑彈藥後來成為北約的標準彈藥。機炮採用氣動原理操作並配有支撐式閉鎖系統，最大有效射程達5000米，最大有效射高為4000米，但實際上的有效射程和射高仍需視炮種而定。機炮的射速為每分鐘550發，由於此款機炮多以兩門並排安裝使用，在兩門齊射下可達到每分鐘1100發。炮管的橫截面外圍帶有凹槽，用以增加炮管的表面面積加強散熱效能，炮口裝有初速感應器，當射擊時可將炮彈離開炮口的訊號傳送給火控系統，用以計算炮彈的飛行速度及作為修正射擊的數據。
KD系列機炮以供彈方式主要分為兩種型號，分別是彈鏈供彈的KDA和使用7發彈夾供彈的KDC。其中KDA已被數款自行高射炮所採用，包括西德獵豹式防空坦克、日本87式自走高射炮、波蘭的PZA盧瓦爾河自走高射炮，以及芬蘭和英國合作發展的神射手自走式高射砲。另有供步兵戰鬥車使用的KDE，炮身仍為90倍徑，沒有安裝炮口初速感應器，整體長度較短，而後座行程較長，後坐力較低，射速則降低至每分鐘200發，此款機炮已被日本89式裝甲戰鬥車配備為主要武裝。

### 超級蝙蝠火控雷達系統

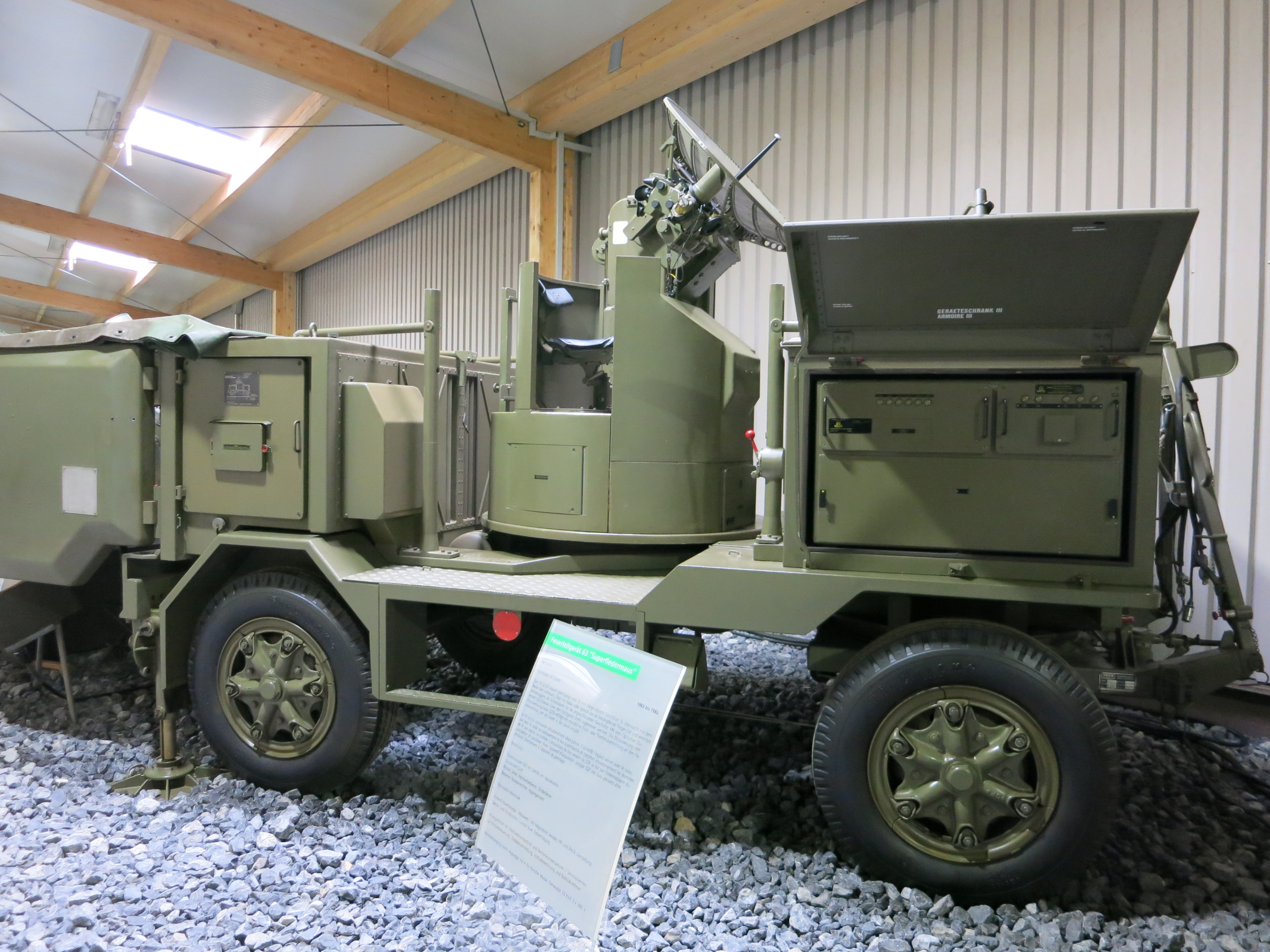
瑞士空軍曾經使用的超級蝙蝠火控雷達系統

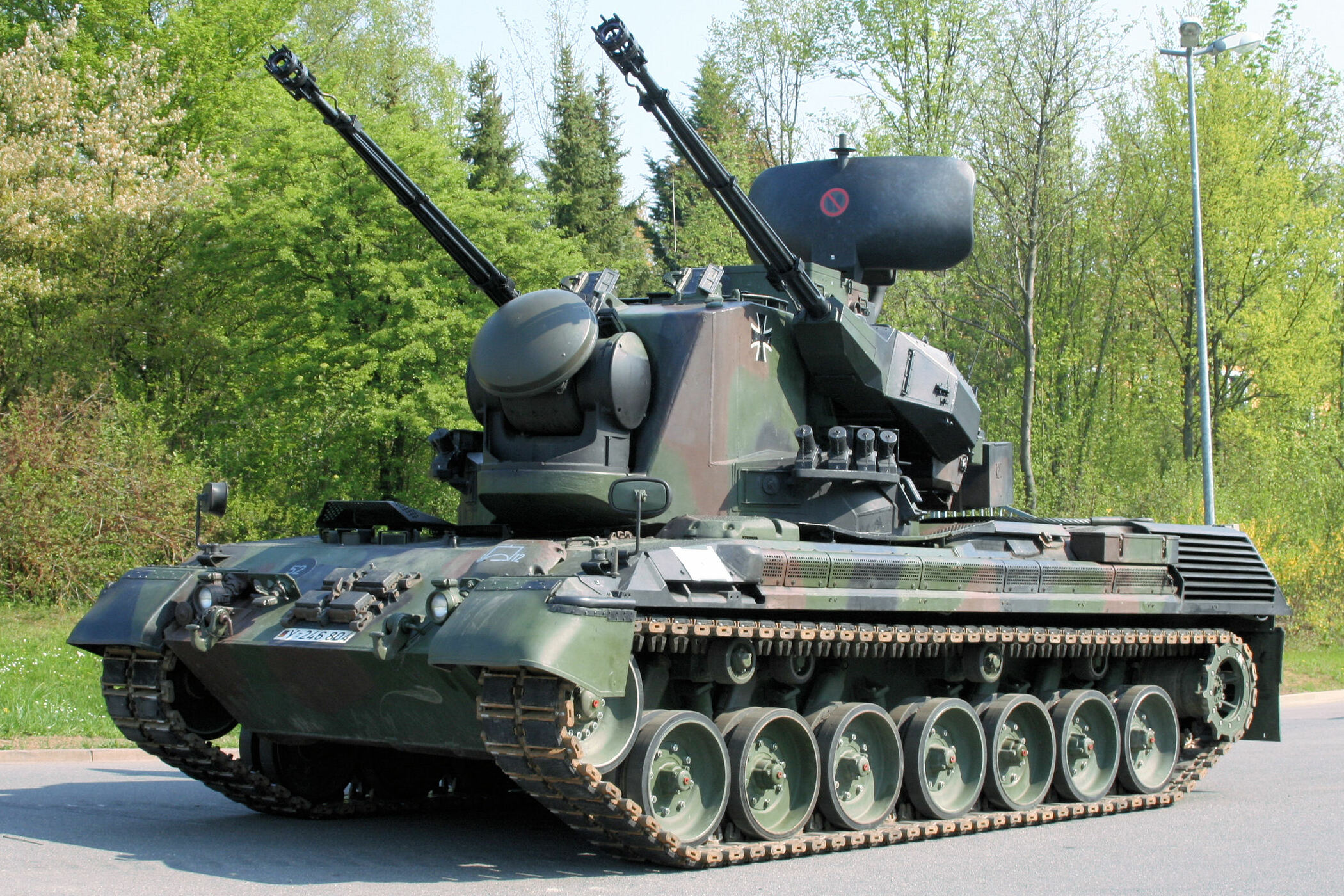
德國聯邦國防軍陸軍所屬的獵豹式防空坦克

超級蝙蝠火控雷達系統於1965年供應予瑞士空軍使用，由當時仍是獨立經營的康特拉韋斯（Contraves）所設計和生產，為一款安裝在四輪牽引式拖車以上的雷達系統，系統採用E/F頻段的脈衝多普勒搜索雷達，有效距離15公里，並配有使用J頻段的脈衝多普勒追踪雷達，有效距離15公里。操作員可經由無線電通話或電話聯繫將目標的資料輸入系統，利用追踪雷達及使用系統內的類別式計算機進行解算，再通過電纜遙控GDF高射炮進行角度調整和射擊。GDF高射炮在超級蝙蝠雷達系統的引導下，即使在天氣狀況不佳都可以進行高射作戰。西德聯邦國防軍獵豹式防空坦克的原型車以上亦曾經安裝該系統用於測試。

### 天兵火控雷達系統

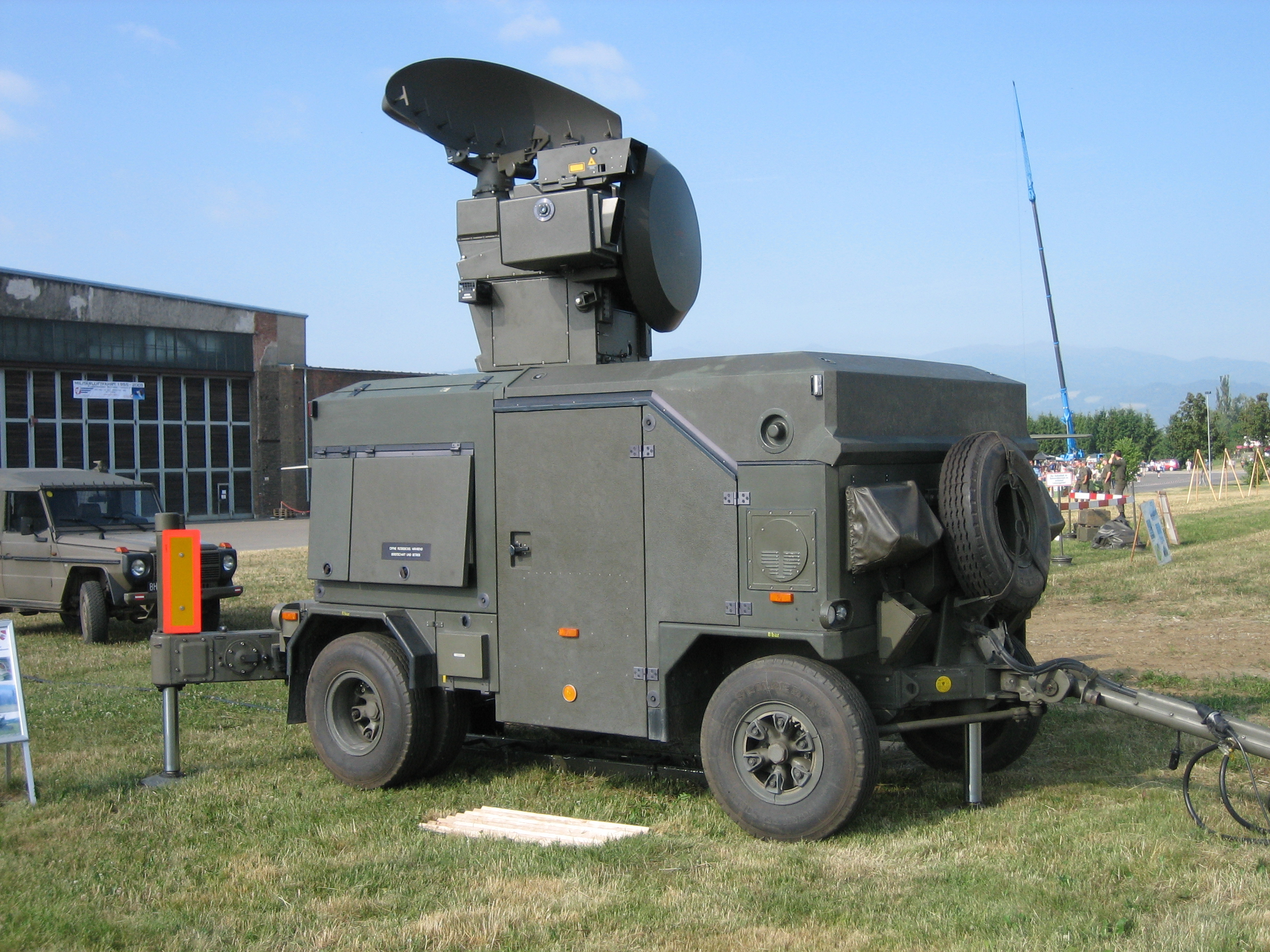
奧地利空軍裝備的歐瑞康康特拉韋斯（Oerlikon Contraves）天兵雷達

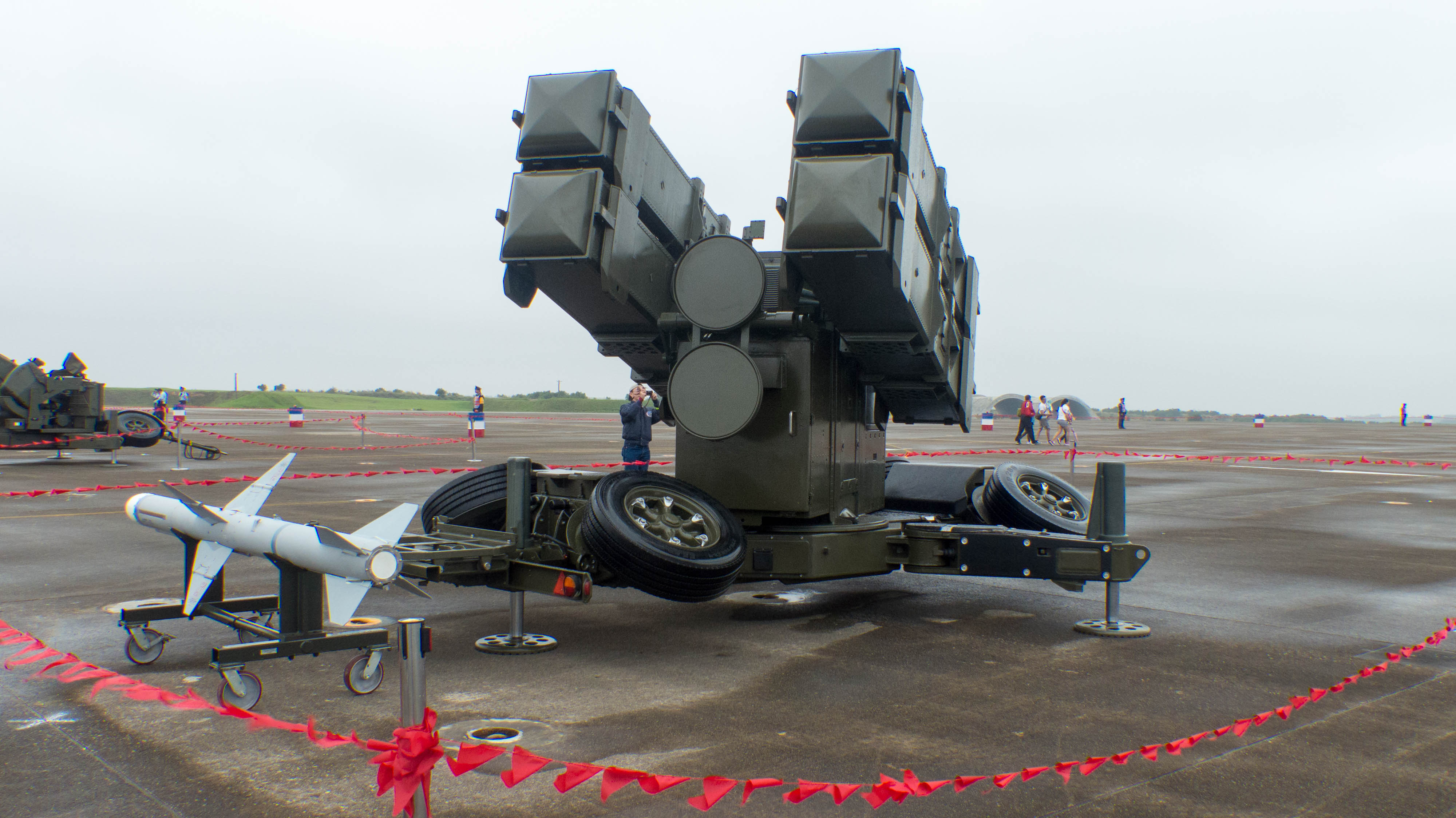
中華民國空軍裝備的RIM-7海麻雀飛彈發射器，可配合天兵雷達使用並與GDF高射炮達成火力互補

天兵雷達系統由歐瑞康-伯爾利所設計和生產，為一款安裝在牽引式拖車上的雷達及火控系統，可用於空域監察、目標捕獲、目標追踪和遙控武器射擊。在車頂上裝有脈衝多普勒搜索雷達、脈衝多普勒追踪雷達和同軸式光學攝影機。拖車以上內藏一台可為系統的裝置提供所需電力的小型汽油發電機，拖車上的控制室可容納兩名操作人員，系統內部整合有射控電腦，並能夠遙控兩台GDF高射炮進行射擊。天兵系統可以全天候操作，使用範圍由低空至高達3,000公尺，其最大有效距離為4,000公尺。該系統可進行空中監視，目標獲取，進一步動作值的計算以及兩台歐瑞康35毫米高射炮的控制。天兵雷達系統需要四人控制。
1960年代，瑞士陸軍採用了天兵系統，並曾於1975年、1995年和2010年進行系統升級，至今仍在使用；天兵系統也取代了瑞士空軍所使用的超級蝙蝠系統。該火控系統在德國聯邦國防軍空軍亦用於監控低空空域。系統所設有的液壓系統可迅速展開其雷達天線。一個天兵系統的基本作戰單位，包括一台用於搜索和追踪目標的天兵火控雷達系統，以及兩台由該火控雷達所遙控的GDF高射炮。在1970年代後期，麻雀導彈亦被整合到天兵系統，每台發射器裝有四個麻雀導彈發射箱，一台天兵系統可同時操縱三台麻雀導彈發射器，使天兵系統成為彈炮結合系統，利用接戰距離較遠的麻雀導彈與提供近程密集火力的GDF高射炮形成互補。

## 使用情況

### 福島戰爭
在1982年英國和阿根廷爆發的福克蘭群島戰爭中，阿根廷軍將多台GDF高射炮部署在又稱為馬爾維納斯群島的福克蘭群島，同時在島上架設配合GDF高射炮的雷達系統，阿根廷陸軍的601高射炮兵集團採用天兵防空系統，阿根廷空軍的第一集團軍則採用超級蝙蝠火控雷達系統。
1982年5月4日，部署在古斯格林的天兵系統成功擊落一架英國皇家海軍的海鷂式戰鬥機（XZ450），英軍因此改變戰術，英軍飛機在投彈時都盡可能在GDF高射炮的射程之外。其後英國皇家空軍的鷂式戰鬥機（XZ988）於5月27日亦在綠鵝上空被GDF高射炮擊落，而在鵝綠戰役，在該處的GDF高射炮還曾經以直接射擊模式對抗企圖空降在島上的英國傘兵，擊殺兩人和擊傷11人，並曾經阻止英軍兩個連的推進，但是GDF高射炮在戰役期間亦涉及兩宗致命的友軍誤擊事件。第一宗友軍誤擊事件發生於1982年5月1日，當時有一架阿根廷空軍的幻象3型戰鬥機試圖在斯坦利的機場進行緊急降落，但被阿根廷陸軍派駐島上的GADA 601屬下炮兵連錯誤發射了三發35毫米炮彈，這架幻象3型在機場以北墜毀，飛行員當場喪生。另一宗友軍誤擊事件則在鵝綠發生，當時有一架A-4天鷹式攻擊機誤飛到阿根廷軍預設的禁航區，因而被擊落並導致飛行員喪生，阿根廷空軍也承認事故是由於飛行員導航錯誤所導致。
英軍發動黑公鹿作戰期間，部署在島上的天兵雷達系統曾於5月31日和6月3日受到英國皇家空軍的針對性攻擊，其中一台天兵雷達被一枚AGM-45百舌鳥式反輻射導彈擊毀，造成四名操作員喪生。阿根廷軍在島上部署的防空系統一直作戰至戰爭將近結束，據推測另有一架英國海軍的海鷂戰鬥機（XW919）於6月12日在工兵山被GDF高射炮擊中而嚴重受損，這架飛機因此須要報廢，而派駐在島上的阿根廷軍於投降前數小時，仍然在無線嶺上使用GDF高射炮對登島的英國部隊直接瞄準開火射擊。
阿根廷軍在島上的武器裝備於投降後被英軍虜獲，包括15門GDF高射炮和5台天兵系統，後來運到英國並交由英國生產及研究公司（英語：BMARC，簡稱：BMARC）進行維修和翻新。當中有12門高射炮和4台天兵雷達在英軍服役，並且提供給沃丁頓皇家空軍基地駐紮的英國皇家輔助空軍（簡稱：RAuxAF）第1339中隊、第2729中隊和第2890中隊操作。皇家輔助空軍操作這些高射炮及雷達系統約10年後，因為國防開支被削減，導致操作單位需要解散。

### 南非國防軍訓練事故
南非國防軍（英語：South African National Defence Force，簡稱：SANDF）於2007年10月12日在北開普省羅哈特拉的南非國防軍戰鬥學校操作GDF高射炮訓練期間發生事故，造成9名士兵死亡和14名士兵受傷。據南非國防軍發言人所指，當時有八台以一線排開的GDF高射炮，正以手動操作方式射擊前方被廢棄的坦克，機炮正處於低角度的對地射擊狀態，而炮台的最大迴旋角度是受到保險極點和系鏈所固定，可防止機炮轉向到有人員聚集的區域而造成危險。在射擊訓練期間，位處最右側的一台高射炮在發射時發生卡殼故障，當操炮人員正在排除故障時，這台高射炮卻突然走火，炮台發生旋轉並超越了原先由保險機構設定的最大迴旋角度限制，一邊旋轉一邊掃射造成在場人員嚴重傷亡。
在事故發生後的初步報告認為，故障是由於機炮的供彈機具內的35毫米彈藥遭受了原因不明的遲發所引起，令炮台出現失控及發生360度旋轉的瘋狂射擊，直到所裝填的彈藥耗盡為止。然而，南非國防部長莫司奧·萊科塔卻發表聲明，指該台機炮是莫名其妙地突破保險機構的限制向左側迴旋了90度，並發生只維持了1⁄8秒的一次連射，擊中了位處於機炮右手邊的多名士兵。南非國防軍於2008年1月發表的事故報告中指責「高射炮未能自我檢測到機械故障，但高射炮的生產商卻秘而不宣」，報告又指出機炮發生故障的原因是一根彈簧銷被削短至只有一根火柴桿的大小。另有報導指責南非國防軍在訓練和安全程序的執行都十分差劣。

## 彈藥

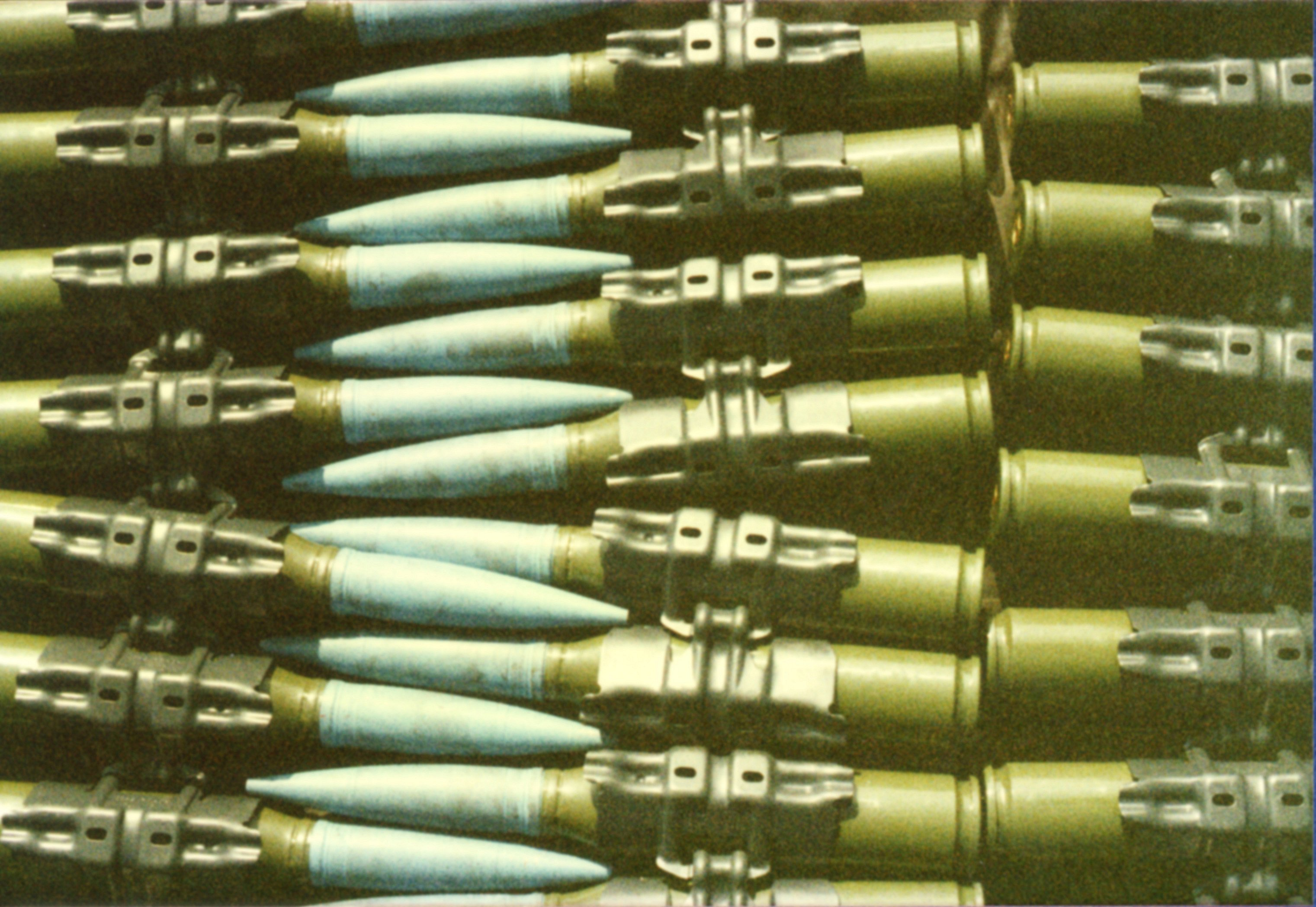
安裝在彈鏈的35×228毫米北約口徑彈藥。

| 北約命名     | HEI-T                            | HEI                              | HEI（BF）                        | SAPHEI-T                         | FAPDS                            | TP-T／TP                         | AHEAD                            |
| ------------ | -------------------------------- | -------------------------------- | -------------------------------- | -------------------------------- | -------------------------------- | -------------------------------- | -------------------------------- |
| 發射體的重量 | 535克 （18.87盎司）              | 550克 （19.4盎司）               | 550克 （19.4盎司）               | 550克 （19.4盎司）               | 375克 （13.23盎司）              | 550克 （19.4盎司）               | 750克 （26.46盎司）              |
| 炸藥重量     | 98克 （3.46盎司）                | 112克 （3.95盎司）               | 70克 （2.47盎司）                | 22克 （0.78盎司）                | N/A                              | N/A                              | N/A                              |
| 裝藥重量     | 330克 （11.64盎司）              | 330克 （11.64盎司）              | 330克 （11.64盎司）              | 330克 （11.64盎司）              | 330克 （11.64盎司）              | 330克 （11.64盎司）              | 330克 （11.64盎司）              |
| 完整炮彈重量 | 1,565克 （55.2盎司）             | 1,580克 （55.73盎司）            | 1,580克 （55.73盎司）            | 1,552克 （54.75盎司）            | 1,440克 （50.79盎司）            | 1,580克 （55.73盎司）            | 1,780克 （62.79盎司）            |
| 炮口初速     | 1,175米／秒 （3,854.99英尺／秒） | 1,175米／秒 （3,854.99英尺／秒） | 1,175米／秒 （3,854.99英尺／秒） | 1,175米／秒 （3,854.99英尺／秒） | 1,440米／秒 （4,724.41英尺／秒） | 1,175米／秒 （3,854.99英尺／秒） | 1,050米／秒 （3,444.88英尺／秒） |

定名標示：
- HEI（-T）：高爆燃燒彈（英语：High-explosive incendiary），曳光彈（英語：Tracer）
- SAPHEI：半穿甲高爆燃烧弹（英語：Semi-Armour Piercing High Explosive Incendiary）
- FAPDS：破片脫殼穿甲彈（英語：Frangible Armour Piercing Discarding Sabot）
- AHEAD：反導彈炮彈，內含152枚鎢合金彈丸
- TP（-T）：打靶訓練（英语：Target practice）彈，曳光彈（英語：Tracer）

### 可程式化彈藥
AHEAD彈藥的全名是（Advanced Hit Efficiency and Destruction），即是「先進撞擊效率與摧毀炮彈」。AHEAD炮彈具有可程式化的定時引信，需要配合在炮口增設的測速與引信設定裝置使用。高射炮的射控系統可將最新的引信資料傳送到在炮口的引信設定裝置，在AHEAD炮彈離開炮口的瞬間將引信資料輸入彈丸內的定時引爆裝置，可大幅提升定時引信的精確度。炮彈的殺傷段裝有152枚鎢合金次彈頭，在預定目標將會通過的位置引爆並形成彈幕，不但令炮彈的殺傷範圍大幅增加，大量高硬度的次彈頭穿入目標內部亦會造成嚴重損傷。雖然GDF高射炮發射AHEAD炮彈的射程仍是4000米，但整體擊殺效率遠優於傳統炮彈。較早期的GDF系列高射炮需要升級到GDF-006/007後才可使用AHEAD炮彈，當中GDF-001/002/003可升級為GDF-006，而GDF-005可升級為GDF-007。AHEAD炮彈已獲多個國家和地区，包括加拿大、巴基斯坦、希腊、阿曼、西班牙、臺灣和智利（未經證實）所引進使用。

## 版本

### 原廠版本

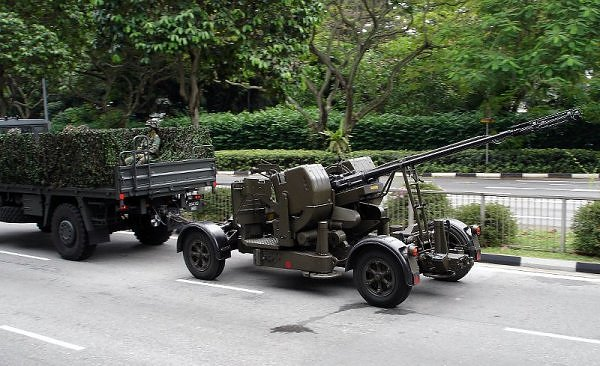
一台由新加坡共和国空军部队擁有的歐瑞康35毫米口徑雙管高射炮正處於拖拽狀態

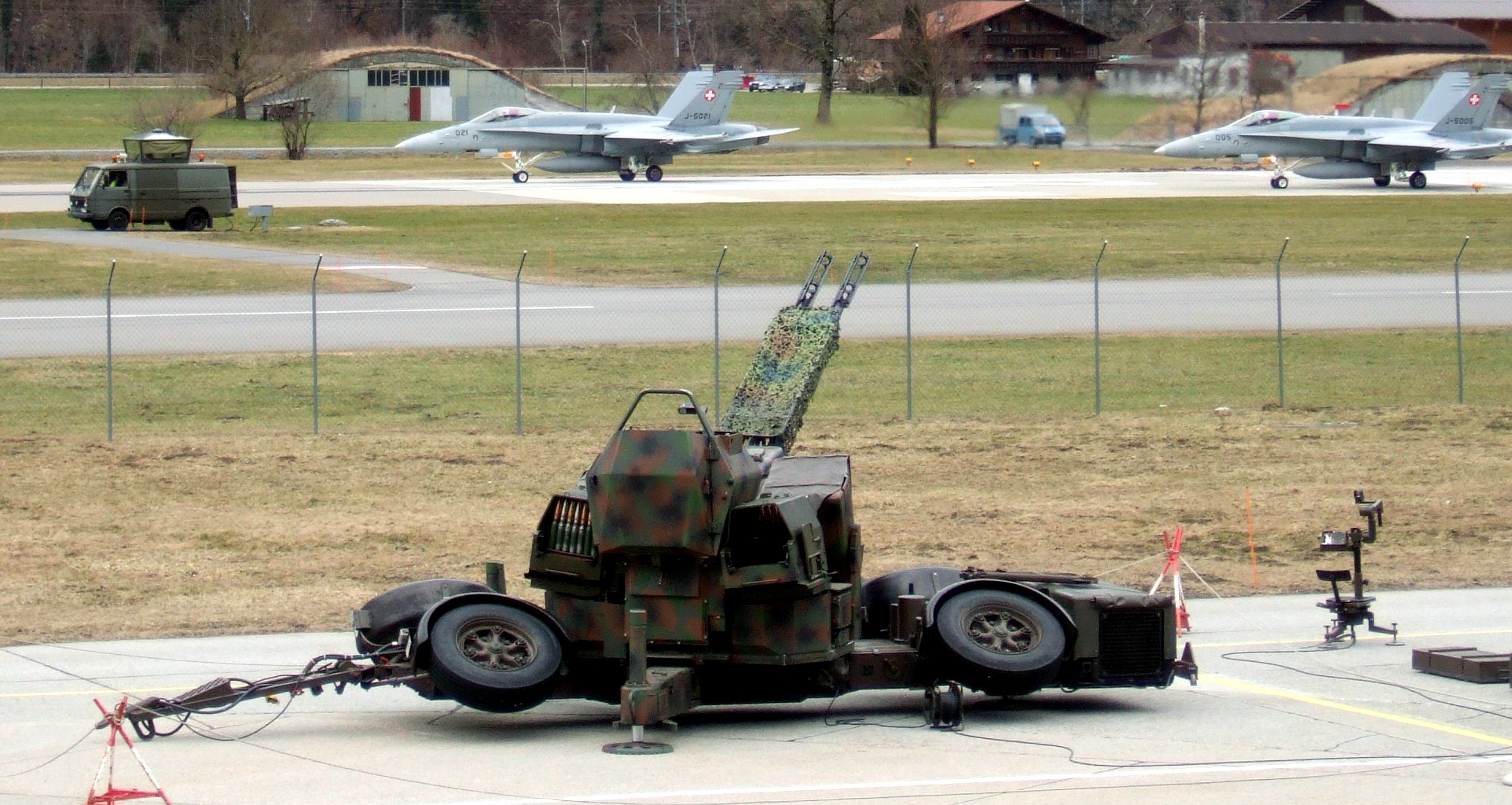
在瑞士空軍基地已完成部署的GDF-005

- GDF-001：原稱為2 ZLA/353 MK，為GDF系列高射炮的首個版本，採用的是XABA瞄準具。
- GDF-002：1980年推出，採用改進的費朗蒂（英語：Ferranti）瞄準具，使用數字化數據總線。該機炮裝填備射炮彈112發，另儲備炮彈126發，合共攜帶彈藥238發。
- GDF-003：小改進及增強功能，包括改良保護罩和改進部件的潤滑性。
- GDF-005：1985年推出，配備數字化的炮王三維電腦控制瞄準具，並整合了一具激光測距儀。該炮改良了內置電源和自我診斷功能，可裝填280發炮彈，並且具有自動重新裝填系統。
- GDF-006：由GDF-001、GDF-002或GDF-003升級的版本，可配用AHEAD炮彈。
- GDF-007：由GDF-005升級的版本，可配用AHEAD炮彈。
- GDF-009：炮台可應用四輪拖車配備的蓄電池運作，並可在旋轉平台裝設射控雷達或光電瞄準儀[25]。

### 授權或仿造的產品

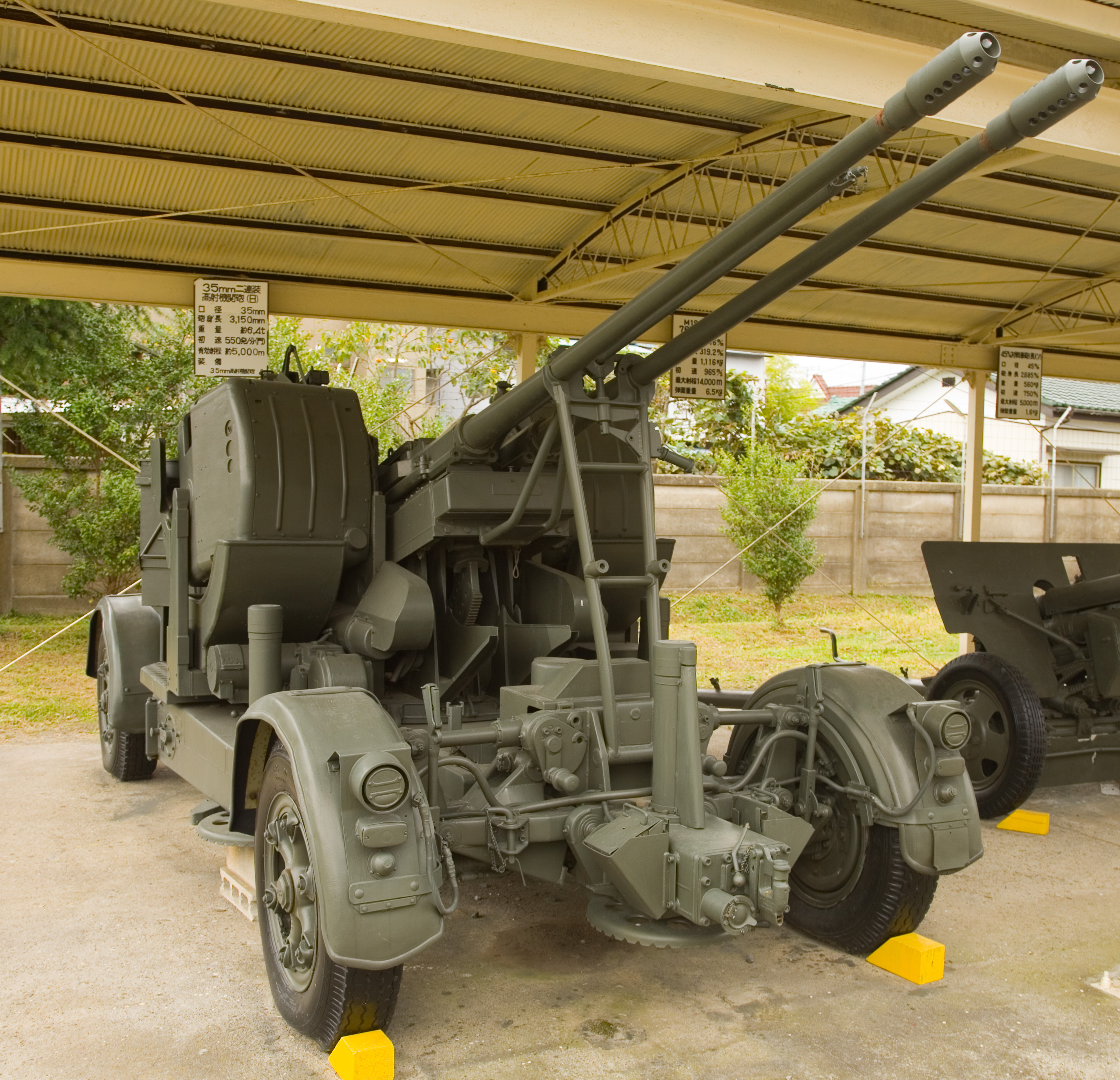
以拖曳狀態展示的日本版GDF-001高射炮，由瑞士歐瑞康授權日本製鋼所和三菱電機合作生產

- 90式（PG99）：GDF-002的中國特許生產版本[26]，於1987年從瑞士歐瑞康公司引進技術[27]，並於1990年批量生產裝備部隊[28]。PG99和原型一樣是適用於點防禦和沿海防空的牽引式高射炮。常部署於军事基地、機場、隧道、島嶼、保衛海陸通信（英語：Sea Land of Communication，簡稱：SLOC）的海岸邊、港口、橋樑和其他重要的軍用設施[29]。
- Samavat：伊朗仿造或改造的35毫米口徑機炮，加裝夜視瞄準鏡，並且可與天兵系統和超級蝙蝠火控雷達系統一起使用。
- Amoun：埃及的天兵系統搭配AIM-7麻雀式地對空導彈的版本。

### 自行防空武器

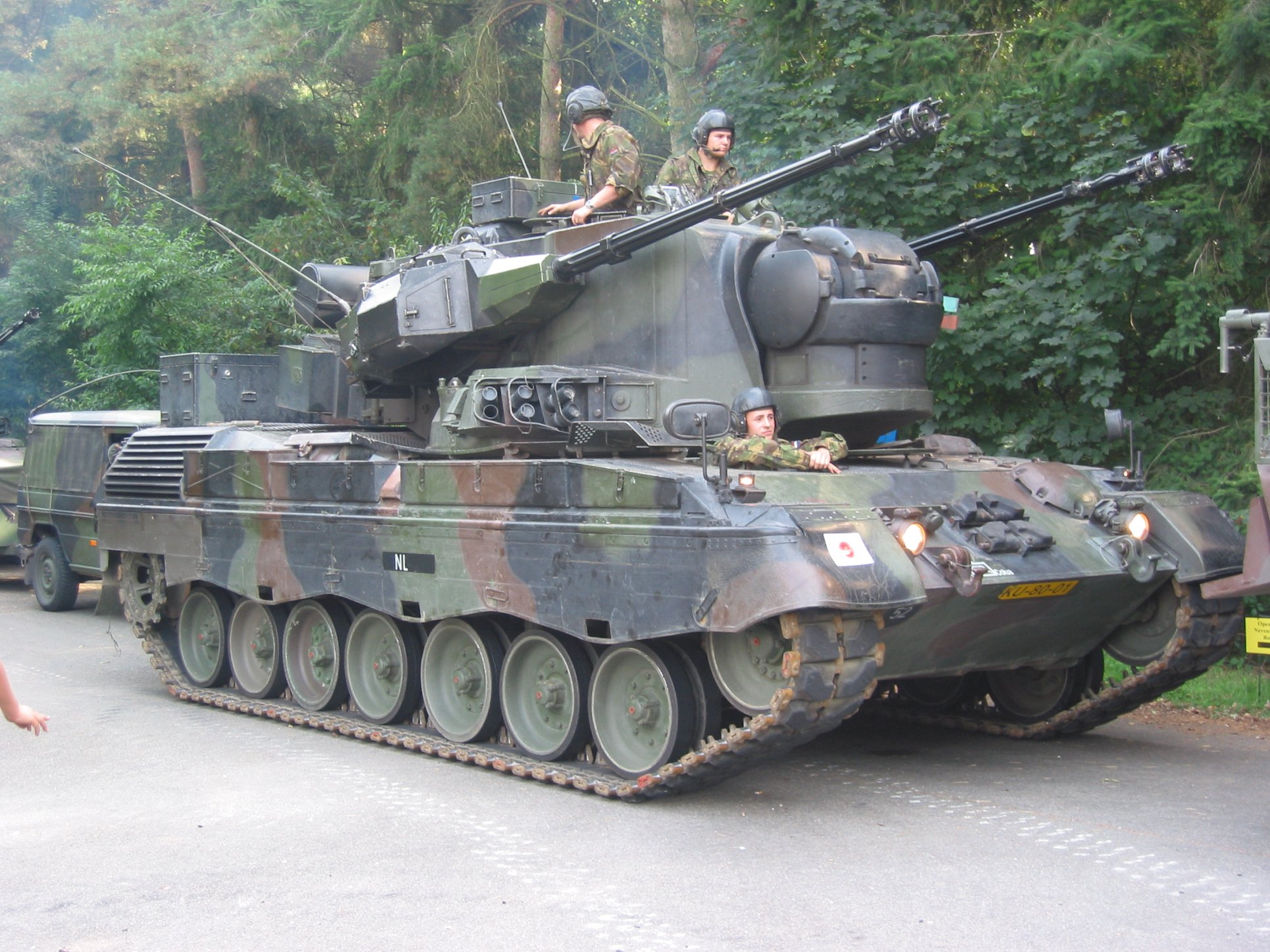
荷蘭陸軍的獵豹式使用荷蘭設計的雷達，別稱印度豹

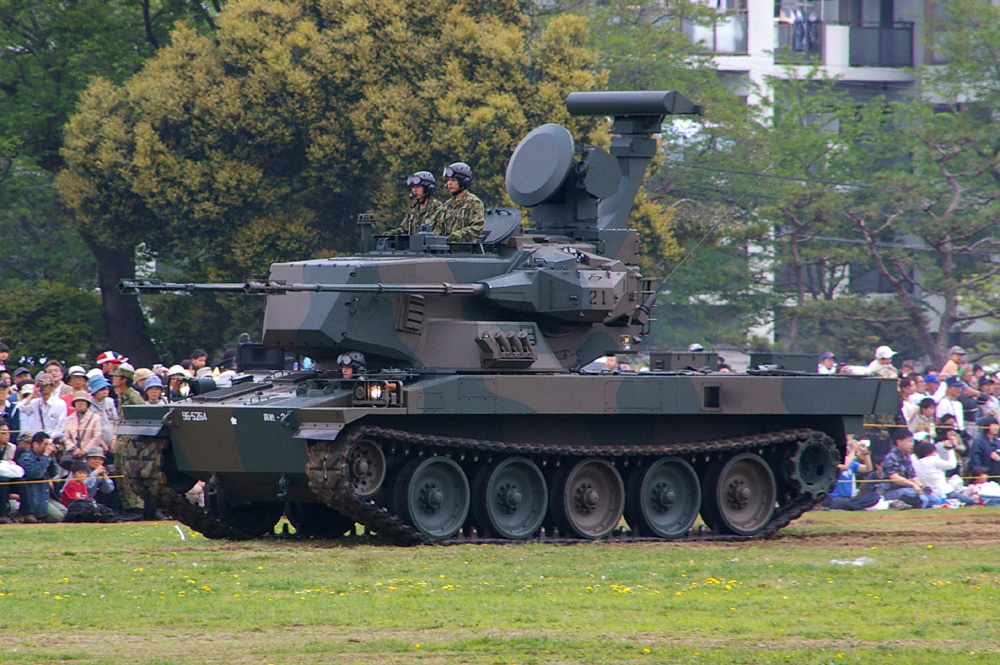
日本陸上自衛隊配備的87式自走高射炮

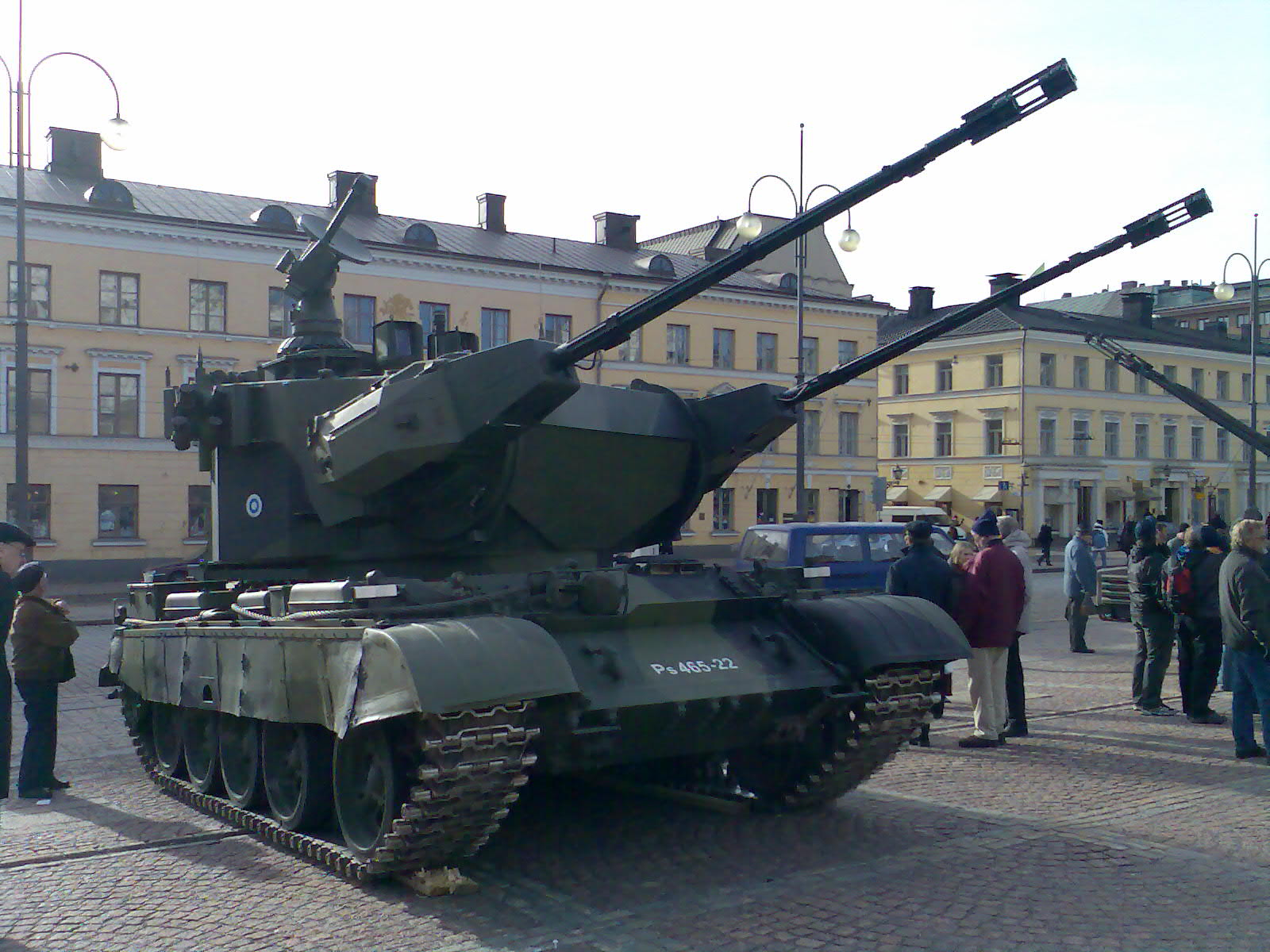
芬蘭ItPsv90（神射手防空系統）使用兩門歐瑞康KDA機炮

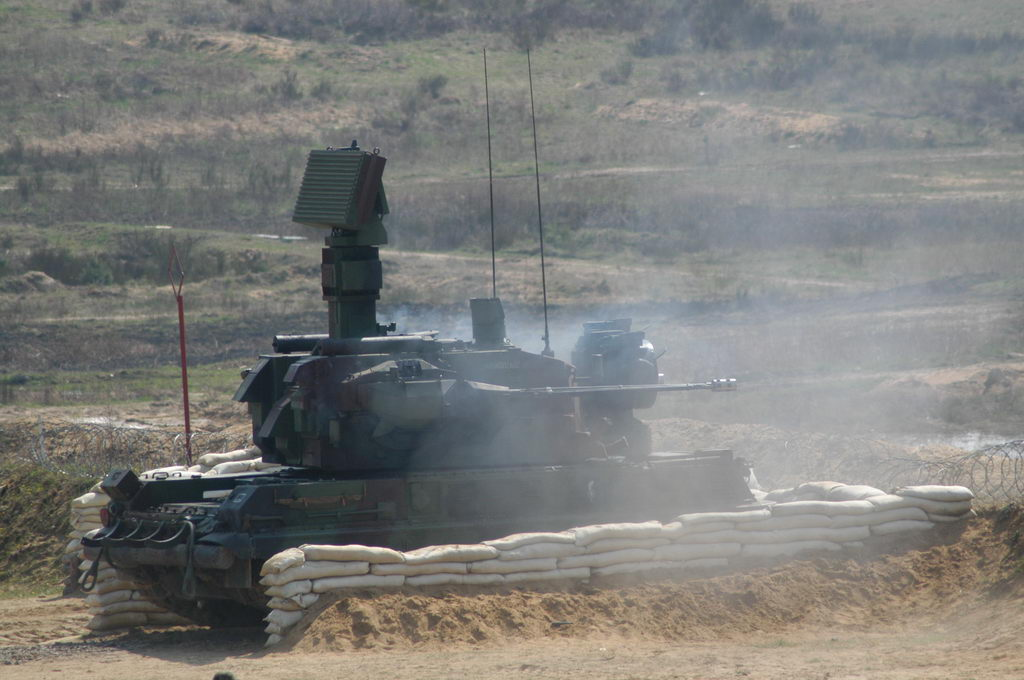
波蘭PZA Loara自走高射炮

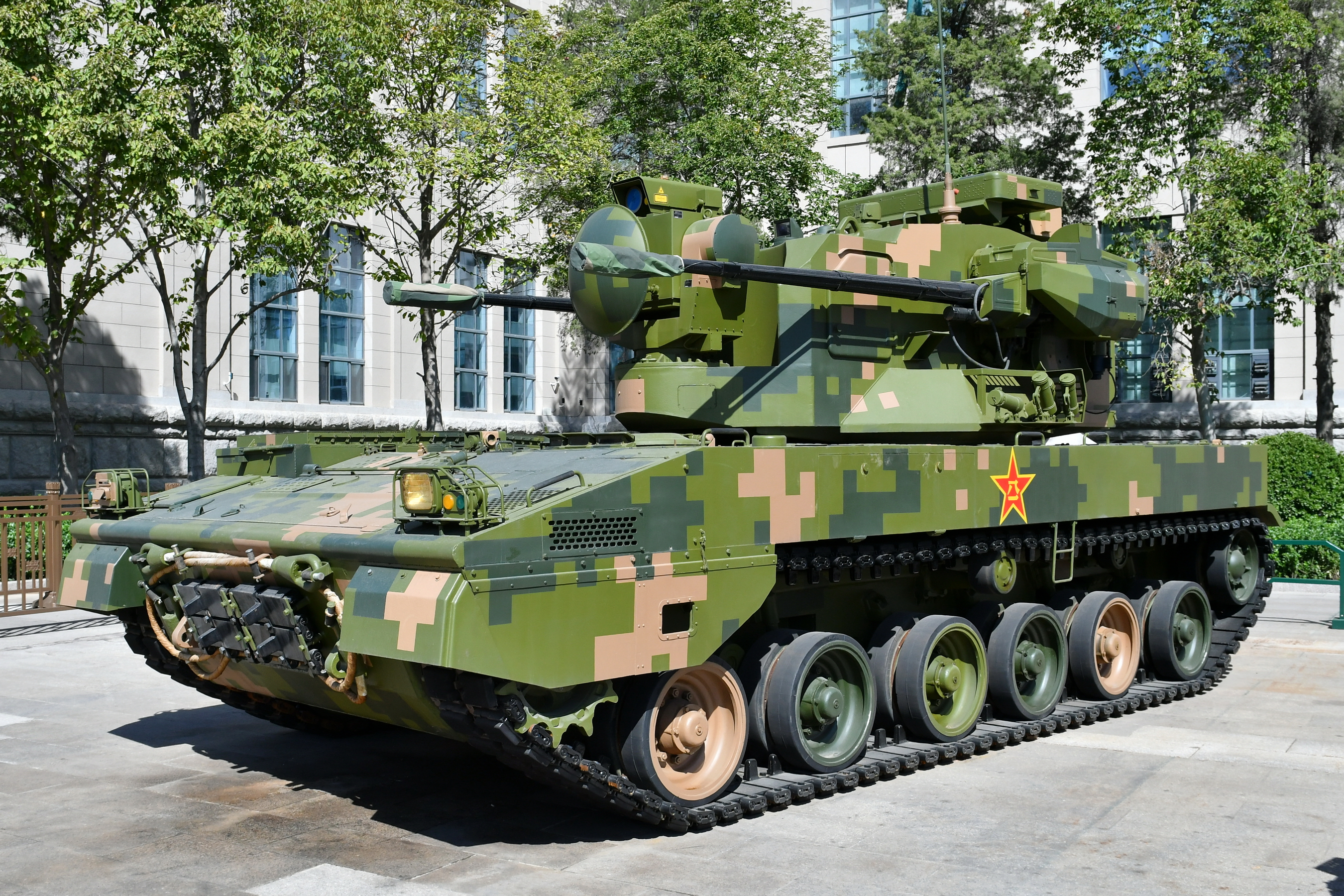
中國09式自行高射炮

- 獵豹式防空坦克：西德在1960年代後期以豹1型坦克的車身為基礎，安裝配備兩門35毫米口徑KDA機炮及雷達和火控系統的炮塔而成的防空坦克。荷蘭陸軍亦有採用此款防空坦克，但改用荷蘭的雷達並命名為「印度豹」。
- 87式自走高射炮：日本於1980年代初期研發，以74式戰車車體安裝自行設計的炮塔和火控系統，搭配兩門35毫米口徑KDA機炮。
- 神射手防空系統：芬蘭的自行高射炮，芬蘭應用剩餘的T-55車體，安裝由英國開發的神射手炮塔。有7套系統被生產並保留作為戰爭儲備。
- PZA盧瓦爾河自走高射炮（英语：PZA Loara）：波蘭應用PT-91「特瓦迪」的車體衍生的自行高射炮，安裝有兩門35毫米口徑KDA機炮的炮塔。
- CS/SA1：GDF-002的中國升級版本[30]，為安裝在6×6 SX2190卡車上的PG99（CS/SA1），是90式（PG99）35毫米口徑高射炮的輪式自走高射炮衍生型[31]。
- 09式35毫米自行高射炮（PGZ-09，曾被誤稱為PGZ-07）：為90式（PG99）的中國履帶式自行高射炮化版本。最早在纪念中国人民抗日战争暨世界反法西斯战争胜利70周年大会之中出現。

## 使用國
- 阿根廷：50多台GDF-002，使用XABA瞄準具。
- 奥地利：陸軍配備74台GDF-005，而空軍則配備18台GDF-005。搭配37具天兵雷達系統。
- 巴林：12台GDF-005，搭配天兵雷達系統。
- ：2台GDF-009，在2017年同時訂購3具天兵雷達系統。2019年被目擊在科克斯巴扎爾實施測試。
- 巴西：38台GDF-001，配合經改良的超級蝙蝠火控雷達和巴西製造的天兵雷達系統使用。
- 喀麦隆：18台GDF-002與若干90式。
- 加拿大：20台GDF-005和10台天兵火控雷達，將被逐步淘汰。曾經進行使用AHEAD彈藥的修改。
- 智利：24台GDF-005及GDF-007[32]。
- 中华人民共和国：
  - 09式（PG99）：GDF-002的中國特許生產版本，共配備150多台，配合天兵雷達系統[33]。
  - CS/SA1型轮式车载高炮：09式的升級版，供外貿的車載版本。
- 哥伦比亚：75台GDF-005在儲備狀態。
- 賽普勒斯：30台GDF-005，使用天兵雷達系統和阿斯派德地對空導彈。
- ：30台GDF-003。
- 埃及：72台，命名為Amoun，使用天兵雷達系統，並整合有AIM-7麻雀導彈。
- 芬兰：16台，初命名為35 ITK 58，1980年代施以GDF-005改良工程後改名為35 ITK 88。
- 德国：應用於獵豹式防空坦克。
- 希腊：44台GDF-002被升級為GDF-006，使用升級型天兵雷達系統和AIM-7麻雀導彈。
- 伊朗：92台GDF-002，並配有天兵雷達系統和超級蝙蝠火控雷達。伊朗聲稱已自行生產及升級。
- 印度尼西亞：8台GDF。
- 日本：70台GDF-001，當中有部分配合超級蝙蝠火控雷達使用。日本陸上自衛隊於1969年選用GDF-001高射炮，並由瑞士歐瑞康授權一家日本合資公司生產，日本製鋼所負責生產35毫米機炮，三菱电机則負責系統的其餘部分[34]。GDF-001在2009年全數退役，日本陸上自衛隊目前仍配備同型火炮的52輛87式自走高射炮。
- ：36台GDF-003，搭配天兵雷達系統。
- 科威特：12台GDF-005（Amoun），使用天兵雷達系統，並整合有AIM-7麻雀導彈。
- 马来西亚：28台GDF-003，搭配天兵雷達系統。
- 奈及利亞：16台GDF-002。
- 阿曼：10台GDF-005，搭配天兵雷達系統，可使用AHEAD彈藥。
- 巴基斯坦：估計有780台GDF-005，當中60台經過AHEAD彈藥運用改良。
- 中華民國：在1980年代初購入24台天兵雷達系統與50台GDF-001/002，1980年代末期自美國增購AIM-7麻雀導彈並整合到天兵雷達系統。2009年以30.795億元新台幣實施「天武七號」計劃[35]，將原先的GDF-001/002高射炮升級至可發射AHEAD彈藥的GDF-006[36]。
- 羅馬尼亞：43輛獵豹式防空坦克和72台GDF-003。
- 沙烏地阿拉伯：128台修改型GDF-005，搭配天兵雷達系統。
- 新加坡：34台GDF-001[37]。
- 南非：100台GDF-002和48台升級型GDF-005。
- 西班牙：92台GDF-007，西班牙在1970年便引進GDF-001及超級蝙蝠火控雷達，後來增購18台天兵雷達系統；在2003-2005年間將這批系統升級，並搭配27套Skydor火控雷達及阿斯派德地對空導彈[38]。
- 瑞士：GDF系列高射炮的原產國。共擁有264台GDF-001和GDF-002，當中45台被升級為GDF-005，並配合天兵雷達使用。
- 泰國：2016年簽約購入4台天兵雷達及8台GDF-007[39]，已完成運交，在2018年曾進行火力展示[40]。
- 土耳其：120台GDF-002，當中118台被升級為GDF-006，可使用AHEAD彈藥。
- 阿联酋：30台GDF-005。
- 英国：英軍在1982年福克蘭戰爭擄獲15台GDF-002、六台天兵雷達及一台超級蝙蝠火控雷達，當中包括一台在戰爭期間被一枚百舌鳥反輻射導彈擊毀的天兵雷達。這批高射炮和雷達系統被運到英國進行翻修後，有部分曾被英軍使用，當除役後有部分高射炮被移送到軍事博物館中展示[41]。

### 相關高射炮
- 歐瑞康35/1000轉輪式機炮
- 萊茵金屬歐瑞康千禧年機炮

### 同口徑的高射炮
- 巨蝮三式35/50毫米鏈炮
- 丹尼爾35毫米高平兩用砲

### 機動高射炮
- B22L防空坦克
- 獵豹式防空坦克
- 神射手防空系統
- PZA Loara自走高射炮（英语：PZA Loara）
- 87式自走高射炮
- PGZ-09自行高射炮

## 資料來源

### 綫上
- （英文）—Weapons: Robot Cannon Goes Berserk, Kills 9 （页面存档备份，存于）

## 外部連結
- （英文）—Official website
- （英文）—Asian Defense－Type PG99 35 mm twin barrel anti-aircraft gun Poly Technologies - China （页面存档备份，存于）
- （简体中文）—中华网—中国小口径高射炮发展史：1987年从瑞士引进厄利空